# Bolbosoma physeteris
Bolbosoma physeteris is een soort in de taxonomische indeling van de Haakwormen (Acanthocephala). De worm wordt meestal 1 tot 2 cm lang. Ze komen algemeen voor in het maag-darmstelsel van ongewervelden, vissen, amfibieën, vogels en zoogdieren.
De haakworm komt uit het geslacht Bolbosoma en behoort tot de familie Polymorphidae. Bolbosoma physeteris werd voor het eerst in 1952 beschreven door Evhen Pavlovich Gubanov.